# Orazio Talami
Orazio Talami, né en 1624 à Bologne en Émilie-Romagne, mort le 15 septembre 1705 dans cette même ville est un peintre italien baroque actif principalement à Bologne et Reggio d'Émilie au XVIIe  et au début du  XVIIIe siècle.

## Biographie
Talami, né à Bologne et mort en Émilie-Romagne, fut actif principalement à Bologne et  l'élève du peintre Pietro Desani. Il a peut-être aussi passé quelques années de sa jeunesse à travailler avec Leonello Spada. Il cesse de peindre après 1699.
Le peintre Jacopo Baccarini fut un de ses élèves.

## Œuvres
À Reggio d'Émilie :
- Presbytère de la cathédrale de Reggio d'Émilie
- Basilique San Prospero : la Cathédrale Saint-Pierre
- Église Saint-Jacques : Saint François Xavier et la Rédemption des Bienheureux Esclaves
- Basilique Notre-Dame de la Ghiara : Saint Philippe Benizi
- Église Saint-Georges : Saint Joseph
- Église Saint-Bartholomé : Saint Michel
- Église Saint-Nazaire :  Saint Contardo d'Este (it)
- Église Sant'Agostino de Reggio d'Émilie : Saint Pierre enchaîné,
- Église Saint-Philippe-Néri : Trois Mages[2].